# Diletta Leotta
Pour les articles homonymes, voir Leotta.
Giulia Diletta Leotta ( prononcé : [ˈdʒuːlja diˈlɛtta leˈɔtta], née à Catane  le 16 août 1991 est une animatrice de radio-télévision italienne,.

## Biographie
Diletta Leotta est la fille de Rori, avocat civil, et d'Ofelia Castorina. À 15 ans, elle participe au concours de beauté Miss Muretto 2006. Trois ans plus tard, elle se présente à Miss Italie 2009, mais est éliminée dans les présélections. À l'âge de 17 ans, elle commence à travailler pour Antenna Sicilia dans une émission de football. À 19 ans, en 2010, elle rejoint Salvo La Rosa pour animer le 11e Festival de la nouvelle chanson sicilienne diffusé sur Antenna Sicilia, et dans l'émission de divertissement Insieme (Ensemble), sur la même chaîne.
En 2011, elle arrive sur Mediaset où elle anime l'émission L'anniversaire de La5 sur le réseau de télévision numérique terrestre du même nom. En 2012, elle devient la “Meteorina”, c'est-à-dire la “Miss Météo”, de Sky Meteo 24. La même année, elle anime  également le strip quotidien Texas Hold'em Come giochi ? (Comment jouez-vous ?) sur POKERItalia24. En 2014, elle anime RDS Academy, le premier show de découverte de talents dédié à la radio, diffusé sur Sky Uno.
En octobre 2015, après son diplôme au lycée scientifique, Diletta Leotta obtient son diplôme à l'Université Luiss de Rome où elle a étudié le droit. Elle s'oriente ensuite définitivement vers la présentation télévisuelle.
Pour la saison 2015-2016, elle est appelée à animer Sky Serie B sur Sky Sport 1 (it). À l'été 2016, aux côtés d'Ilaria D'Amico, elle présente les spéciales Sky dédiées au championnat d'Europe de football 2016. Elle présente ensuite les matchs de Serie B sur Sky Sport (Italie) avec Gianluca Di Marzio (es) et Luca Marchegiani.
À partir de janvier 2017, elle remplace Emis Killa à la présentation de Goal Deejay. Le 7 février 2017, elle est l'invitée de la première soirée du Festival de Sanremo. Depuis le 31 octobre 2017, elle présente l'émission 105 Take Away avec Alan Caligiuri (it) puis Daniele Battaglia (it). En juillet 2018, elle quitte Sky Sport. Elle est alors choisie par la plateforme de Rupert Murdoch comme la nouvelle animatrice de la quatrième saison de l'émission de téléréalité Il contadino cerca moglie (Le fermier cherche une femme, l'équivalent de L'amour est dans le pré en France) qui sera diffusée à l'automne de la même année.
En octobre 2018, son arrivée sur la plateforme DAZN est annoncée. Elle y présente les émissions de Serie A pour  à partir de la saison 2018-2019, avec Diletta gol, puis les spin-off Diletta gol stories, Diletta gol in campo et Linea Diletta à partir de 2019.
D'avril à août 2018, Leotta travaille aux côtés d'Aída Yéspica (it) en tant qu'animatrice de 105 Take Away, une émission de Radio 105 Network.
Le 17 septembre 2018, elle anime avec Francesco Facchinetti la finale de la 79e édition de Miss Italie diffusée par La7 et remportée par Carlotta Maggiorana. Le 5 décembre 2018, toujours sur LA7, elle anime les Gazzetta Sports Awards.
Les 4 et 8 février 2020, elle co-présente avec Amadeus les soirées d'ouverture et de clôture de la 70e édition annuelle du Festival de Sanremo 2020.
En 2021, elle participe à la deuxième saison de la version italienne de Celebrity Hunted.
En 2023, le 16 août, jour de ses 32 ans,elle accouche de son premier enfant, une petite fille nommée « Aria ».

## Télévision
- Miss Italia (Rai 1, 2009) : concurrente
- Festival della nuova canzone siciliana 2010 (Festival de la nouvelle chanson sicilienne) sur Antenna Sicilia
- Insieme 2010-2011 (Ensemble) sur Antenna Sicilia
- Il compleanno di La5 (L'anniversaire de La5) sur La5 en 2011
- Sky Meteo 24 de 2012 à 2015
- Come giochi ? (Comment jouez-vous ?) sur POKERItalia24 en 2012
- RDS Academy 2014 sur Sky Uno
- Sky Serie B (Sky Sport 1, 2015-2018)
- Europei di calcio 2016 (championnat d'Europe de football 2016) sur Sky Sport 1
- Goal Deejay sur Sky Sport 1, en 2017 et 2018
- Il contadino cerca moglie 2018 (Le fermier cherche une femme) sur Fox Life Italia
- Gazzetta Sports Awards 2018 sur LA7
- Miss Italia 2018 sur LA7
- Galà dell'amicizia Italia – Cina 2019 (Gala de l'amitié Italie - Chine) sur Mediaset Extra et Rai 5
- W Radio Playa Rimini sur Italia 1, en 2019
- Gran Galà del calcio AIC (Grand Gala du football AIC) sur Sky Sport Serie A, en 2019
- 70e Festival de Sanremo sur Rai 1, en 2020 : Co-présentatrice[22]
- Top Dieci (Top Dix) sur Rai 1, en 2020.

### Web TV
- Diletta Gol (Le but de Diletta) (DAZN, 2018-2019)
- Diletta Gol in campo (Le but de Diletta sur le terrain) (DAZN, depuis 2019)
- Linea Diletta (Ligne Diletta) (DAZN, depuis 2019)
- DAZN Calling (L'appel de DAZN) (DAZN, 2020)
- Celebrity Hunted: Caccia all'uomo (Célébrités chassées : chasse à l'homme) (Amazon Prime Video, 2021) : concurrente

## Radio
- 105 Take Away sur Radio 105, depuis 2017

## Filmographie

### Cinéma
- 7 ore per farti innamorare (7 heures pour vous faire tomber amoureux), réalisé par Giampaolo Morelli (2020)

### Vidéo clip
- Faccio quello che voglio (Je fais ce que je veux) de Fabio Rovazzi (2018) On Demand – de Benji & Fede ft. Shade (2018)

## Publicité
- DAZN (2018)
- Youth Milano (2018)
- Kia (2018-2019)
- Wind Tre (2019)
- Parmigiano Reggiano (2019)
- Intimissimi (depuis 2019)
- UPower (depuis 2020)

## Récompenses
- Premio nazionale Andrea Fortunato 2017 (Prix national Andrea Fortunato), catégorie journalisme.